# جيسيكا وارنر
جيسيكا وارنر (بالإنجليزية: Jessica Warner)‏ هي مؤرخة أمريكية، ولدت في 1950.